# Live in Sherwood Forest '75
Albums de Gong
Glastonbury '79-'81
(2005) Acid Mothers Gong Live Tokyo
(2006)
Live In Sherwood Forest '75 est un album en concert de Gong sorti en 2005.
C'est l'enregistrement à la radio du concert du 25 novembre 1975 à Nottingham, le dernier concert avec Steve Hillage avant son départ pour sa carrière solo. C'est la période de l'album Shamal où Daevid Allen et Gilly Smith sont déjà partis également.
On retrouve pas mal de titres de Shamal, ainsi que des titres de Fish Rising, le premier LP solo de Steve Hillage.

## Liste des titres
| No | Titre                | Durée |
| -- | -------------------- | ----- |
| 1. | Master Builder       | 6:08  |
| 2. | Chandra              | 6:31  |
| 3. | Aftaglid             | 16:36 |
| 4. | Cat in Clark's Shoes | 9:03  |
| 5. | Wingful of Eyes      | 7:40  |
| 6. | The Salmon Song      | 11:09 |
| 7. | Isle of Everywhere   | 12:50 |
| 8. | Shamal               | 8:32  |

## Musiciens
- Steve Hillage : guitare, voix
- Mike Howlett : basse
- Patrice Lemoine : claviers
- Didier Malherbe : saxophone, flûte
- Pierre Moerlen : batterie
- Miquette Giraudy : voix
- Jorge Pinchevesky : violon
- Mireille Bauer : marimba, percussions, glockenspiel